# Onychodiaptomus sanguineus
Onychodiaptomus sanguineus is een eenoogkreeftjessoort uit de familie van de Diaptomidae. De wetenschappelijke naam van de soort is voor het eerst geldig gepubliceerd in 1876 door Forbes S.A..